# Цеоліти

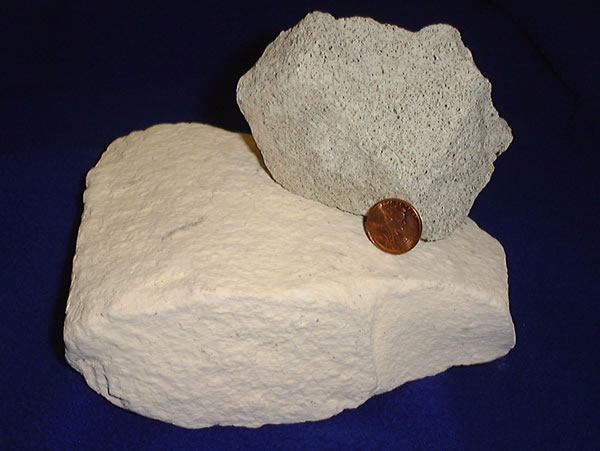
Цеоліт

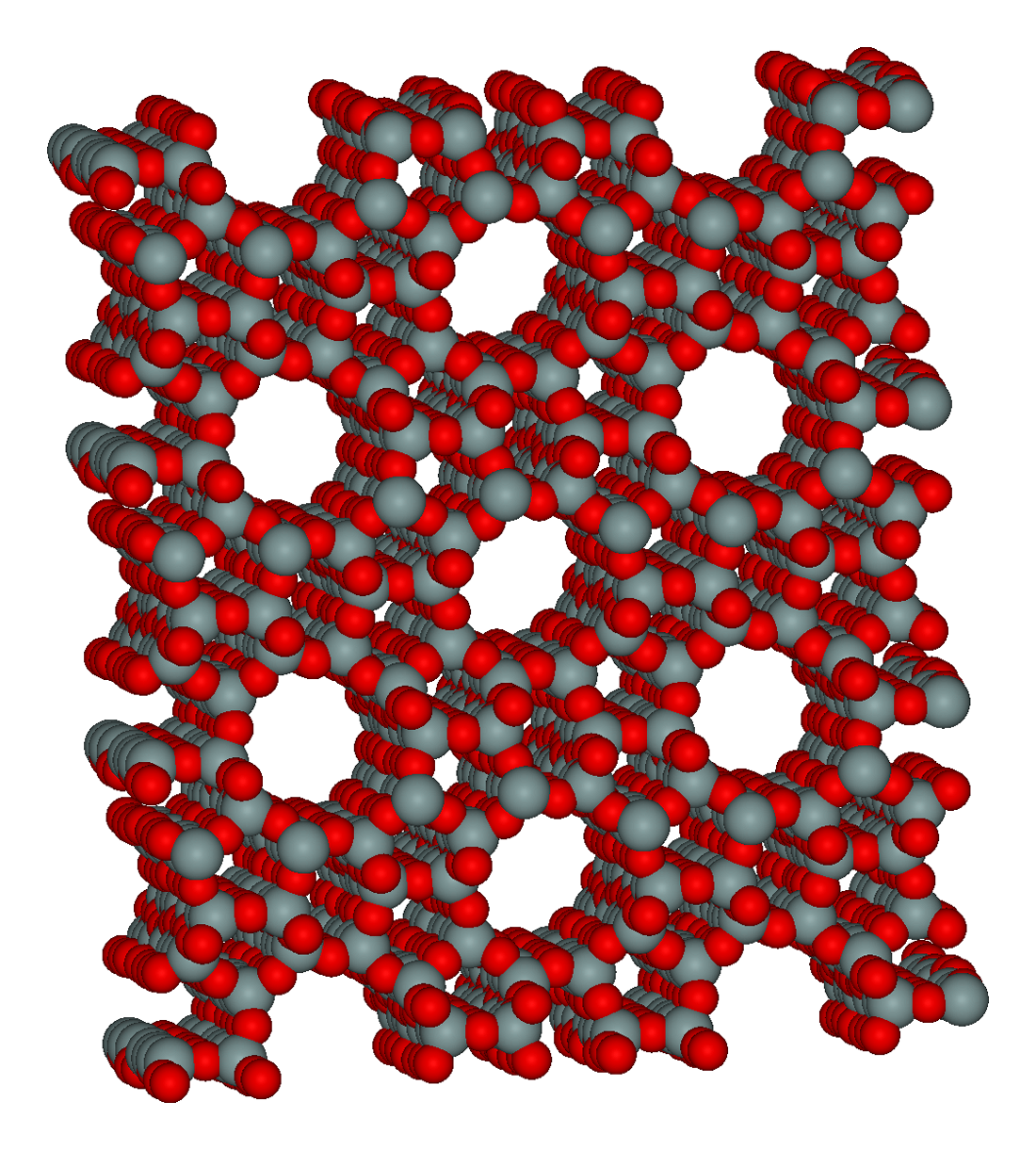
Мікропориста молекулярна структура цеоліту, ZSM-5

Цеоліти — велика група мінералів, водні алюмосилікати кальцію і натрію, які заміщуються іноді K, Ba, Sr та ін., підклас каркасних силікатів. Під час нагрівання цеолітів вода виділяється поступово, без руйнування кристалічної решітки. Цеоліти — безбарвні або білого кольору, іноді забарвлені в жовтий, червоний колір, мають іонообмінні властивості. Штучні цеоліти — пермутити, застосовують для пом'якшення води, очищення жирів, масел, соків та ін. Назва — від грецьк. «зео» — закипаю і «літос» — камінь.

## Етимологія та історія
Історія наукового відкриття цеолітів почалася в 1756 році з першого опису цеоліту швейцарським мінералогом бароном Акселем Фредріком фон Кронштедтом. Він описав характерну поведінку мінералів цієї групи при нагріванні за рахунок виділення зв'язаної води. Потім він ввів назву цеоліт — «киплячий камінь», що походить від грецького ζέω zéō, що означає «кипіти», і λίθος lithos — «камінь».
Відкриття численних мінералів групи цеолітів почалося в 19 столітті, і назви мінералів цеолітів та їх першовідкривачів відображають європейську мережу вчених-натуралістів і колекціонерів, які вже в той час працювали разом через усі національні та мовні кордони.
Луї Огюстен Гійом Боск був першим, хто описав шабазит у 1792 році, а потім Жан-Клод Деламетері, який описав цеоліти як Андреоліт (Andréolite) (1795)  і Zéolithe nacrée («перламутровий цеоліт», 1797 ). Обидва були повторно вивчені, описані більш детально та перейменовані Рене-Жюстом Гаюї в 1801 році: Андреоліт як Гармотом і Zéolithe nacrée як Стильбіт. Гауї описав Анальцим в тому ж році. Мартін Генріх Клапрот відкрив натроліт у 1803 році, а в 1808 році Гаюї перейменував цеоліт, який він описав за сім років до того як «ефлоресцентний цеоліт», на Ломонтит, на знак визнання роботи Жилле де Ломона, який уже зібрав зразки мінералів у 1785 році. Адольф Фердинанд Гелен і Йоганн Непомук Фукс розширили групу цеолітів, включивши сколецит (1813) і мезоліт (опубліковано в 1816 році, через рік після смерті Гелена). У 1817 році Карл Цезар фон Леонгард додав жисмондин (сьогодні: жисмондин-Ca), який він назвав на честь італійського мінералога Карло Джузеппе Гісмонді. Гісмонді, перший куратор мінералогічного музею університету Ла Сапієнца в Римі, заснованого кількома роками раніше , раніше описав цеоліт, який, однак, виявився сумішшю філіпситу та жисмондину . Самого Леонгарда спіткала подібна доля, коли Йоганн Рейнгард Блюм назвав цеоліт Леонгардитом у 1843 році. Леонгардит, однак, виявився частково зневодненим, непрозорим ломонтитом .
У 1820 році Генрі Джеймс Брук, юрист, який працював бізнесменом і присвячував вільний час мінералогії та кристалографії, ототожнив томсоніт (названий на честь Томаса Томсона, професора хімії в Університеті Глазго) і гейландит, названий на честь британського колекціонера і торговця мінералами Джона Генрі Гейланда. Через два роки він описав брюстерит, який назвав на честь сера Девіда Брюстера. Брюстер, професор фізики в Університеті Сент-Ендрюс, а також мінералог, відкрив цеоліт гмелініт у 1825 році, названий на честь тюбінгенського хіміка та мінералога Крістіана Готлоба Гмеліна. Арманд Леві, який того ж року описав цеоліти філіпсит і гершеліт (нині шабазит-Na). Також у 1825 році Вільгельм фон Гайдінгер описав едінгтоніт, який він назвав на честь шотландського першовідкривача Джеймса Едінгтона. Далі пішли епістильбіт (Густав Роуз 1826), фожазит (Огюстен Алексіс Дамур 1842), поллуцит (Август Брайтгаупт 1846) і морденіт (Генрі Гоу 1864). У 1890 році П'єр Жозеф Фердинанд Гоннар (1833–1923) відкрив офретит і був нагороджений у 1896 році Антуаном Лакруа, який назвав відкритий ним цеоліт гоннардитом на його честь.
У 20-му столітті було описано багато інших цеолітів, у тому числі фер'єрит, вайракіт, бікітаїт, каулезит, чернічіт.

## Загальний опис
Загальна формула: M2/nO•Al2O3•xSiO2•yH2O, де М — лужний або лужноземельний метал, n — ступінь його окиснення.
Загальними властивостями цеолітів є здатність при нагріванні виділяти т. зв. цеолітну воду без руйнування структури і здатність до катіонного обміну. Основу структури цеолітів становлять кільця з тетраедрів, утворених SiO44-, AlO45-, великі порожнини між якими з'єднані канальцями. Цеолітна вода міститься в порожнинах, а при нагріванні може бути втрачена через ці канали. При цьому об'єм мінералу не змінюється. Зневоднений цеоліт може знову поглинати воду.
Інша характерна властивість цеолітів, — катіонний обмін, — протікає шляхом дифузії катіонів, напр., катіони Са2+, Na+, які знаходяться в порожнинах і каналах цеолітів, можуть замінюватися K+, Mg2+, Fe2+. Вбирання (абсорбція) речовини цеолітами відбувається через канали або входи-вікна, які мають певні розміри. Проникнути через ці канали всередину цеоліту можуть тільки молекули величина яких менша діаметра каналу. Це обумовлює можливість застосування цеолітів як молекулярних сит.
Відомо близько 50 мінеральних видів природних Ц. Це так звані киплячі камені. Найбільш поширені: кліноптилоліт, гейландит, натроліт, філіпсит, ломонтит, морденіт, шабазит, десмін, гармотом, фер'єрит, анальцим, еріоніт. Сингонія частіше моноклінна. Густина 2-2,5. Твердість 3-5. Безбарвні або білі. Утворюються при т-рах 250оС і тискові 200—300 МПа в результаті гідротермальних, гідротермально-метасоматичних, діагенетичних і метаморфічних процесів у вулканічних (базальт-андезит-ріолітових) і вулканогенно-осадових породах. Часто Ц. утворюються також при автометасоматозі порід з нефеліном, лейцитом, вулканічним склом, польовими шпатами.
Найпоширеніші представники групи цеолітів:
- Натроліт
- Шабазит
- Гейландит
- Стильбіт (десмін)
- Морденіт
- Томсоніт
- Ломонтит

## Різновиди
Розрізняють: Ц. волокнистий (зайва назва натроліту), Ц. волосистий (зайва назва натроліту), Ц. голчастий (зайва назва натроліту), Ц. жилкуватий (застаріла назва мезоліту), Ц. калієвий (зайва загальна назва філіпситу і паулінгіту), Ц. кубічний (застаріла загальна назва шабазиту й анальциму), Ц. листуватий (гейландит і десмін у вигляді листуватих мас з майже паралельним зростанням пластинок), Ц. міметичний (застаріла назва дакіардиту), Ц. мучнистий (зайва загальна назва мучнистих аґреґатів натроліту й мезоліту), Ц. пірамідальний (помилкова назва апофіліту), Ц. променистий (застаріла назва десміну), Ц. слюдяний (зайва назва цеофіліту), Ц. снопоподібний (десмін у вигляді снопоподібних аґреґатів, що зумовлені складною двійниковою будовою мінералу), Ц. таблитчастий (десмін у вигляді кристалів таблитчастого обрису), Ц. чорний (зайва назва ґадолініту).

## Поширення

### Родовища цеолітів у світі
Усього в світі відомо бл. 1000 великих (із запасами понад 105 т) родовищ Ц. більш ніж в 40 країнах. Промислову цінність мають кліноптилоліт, морденіт, шабазит; перспективні також анальцим, філіпсит та ін. Ц. Родовища цеолітів відомі в Ісландії, Новій Зеландії, США, Японії, в Росії (на Камчатці), на Кавказі. Останнім часом відкрито промислові родовища цеолітових порід нового типу. Вони утворились в екзогенних умовах як результат перетворення вулканічних туфів і попелу давніх вулканів в морських умовах. Прикладом є родовища в США, Східній Африці, Японії, Україні (Закарпаття), Туркменістані тощо. Світові запаси цеолітової сировини — декілька десятків мільярдів тонн. Основні запаси (по 10-20 млрд т) — у США, Японії, біля Уралу та в районі прикаспійських хребтів. В Італії та Балканському регіоні — по 1-10 млрд т цеолітів.

### Родовища цеолітів в Україні
Розвідані у Карпатській складчастій області, окремі поклади — у Кримській складчастій області. Загальні запаси цеолітвмісних туфів для відкритої розробки — 1 млрд т. Державним балансом враховано 2 родовища цеолітів у Закарпатській області.
Є також у Приазов'ї.

## Штучні цеоліти
Про першу синтетичну структуру цеолітів повідомив у 1948 р. новозеландський хімік Річард Баррер(1910—1996) Типові промислові процедури отримання синтетичних цеолітів передбачають нагрівання водних розчинів оксиду алюмінію та кремнезему з гідроксидом натрію. Еквівалентні реагенти включають алюмінат і силікат натрію. Подальші варіанти включають використання агентів, що направляють структуру (SDA), таких як катіони четвертинного амонію.
Синтетичні цеоліти мають деякі ключові переваги перед своїми природними аналогами. Синтетичні матеріали виготовляються в однорідному фазово-чистому стані.  Також можна виробляти цеолітові структури, які не зустрічаються в природі. Оскільки основною сировиною для виробництва цеолітів є діоксид кремнію та глинозем, які є одними з найпоширеніших мінеральних компонентів на землі, потенціал поставок цеолітів практично необмежений.
Штучні цеоліти використовують для очищення води, фарбування тощо. Але синтетичні цеоліти за деякими властивостями (стійкість до високих температур, дії кислот) значно поступаються перед природними. Штучно синтезовані цеоліти (пермутити) знаходять широке застосування у водоочисних установках як адсорбенти, йонообмінники, молекулярні сита; застосовують як донори і акцептори електронів.

## Застосування
У промисловості застосовують виключно штучно синтезовані цеоліти (пермутити), вони знаходять широке застосування в водоочисних приладах, як адсорбенти, іонообмінники, молекулярні сита. Також цеоліти одержали досить широке застосування як каталізатори багатьох процесів нафтохімії та нафтопереробки.
Цеоліти використовуються як адсорбенти, йонообмінники, сита молекулярні, каталізатори, для одержання цементу тощо. Використовують цеоліт в найрізноманітніших галузях промисловості і сільського господарства, а саме: при крекінгу нафти для розділення газових сумішей; для осушення газів і очищення природних вод; у виробництві полімерів; у хімічній промисловості — для вилучення з повітря кисню і азоту, необхідних для виробництва аміаку і аміачної селітри, для вилучення ізотопів стронцію і цезію з відходів атомної промисловості і т.ін; в сільському господарстві та відновлювальному землеробстві — для підвищення родючості ґрунтів, затримки вологи, покращення екосистеми мікроорганізмів, збереження добрив від вимивання та адсорбції міді; як добавка у корм тваринам (забезпечує високий приріст молодняку, підвищує несучість курей) тощо. Цеоліти отримали досить широке застосування як каталізатори багатьох процесів нафтохімії і нафтопереробки і як гетерогенні каталізатори. У аналітичній хімії використовуються цеоліт-модифіковані електроди; для виявлення газів; для розділових і концентраційних методів.
В кисневих концентраторах медичних, використовується молекулярне сито, що затримує азот і пропускає кисень та аргон.